# Wilhelm Beck (Zeichner)
Wilhelm Beck (auch Willy oder Willi; ungarisch Vilmos; geboren 17. Mai 1822 in Baja, Komitat Bács-Bodrog, Kaisertum Österreich; gestorben 24. September 1862 in Pest, Ungarn) war ein österreichisch-ungarischer Zeichner.

## Leben

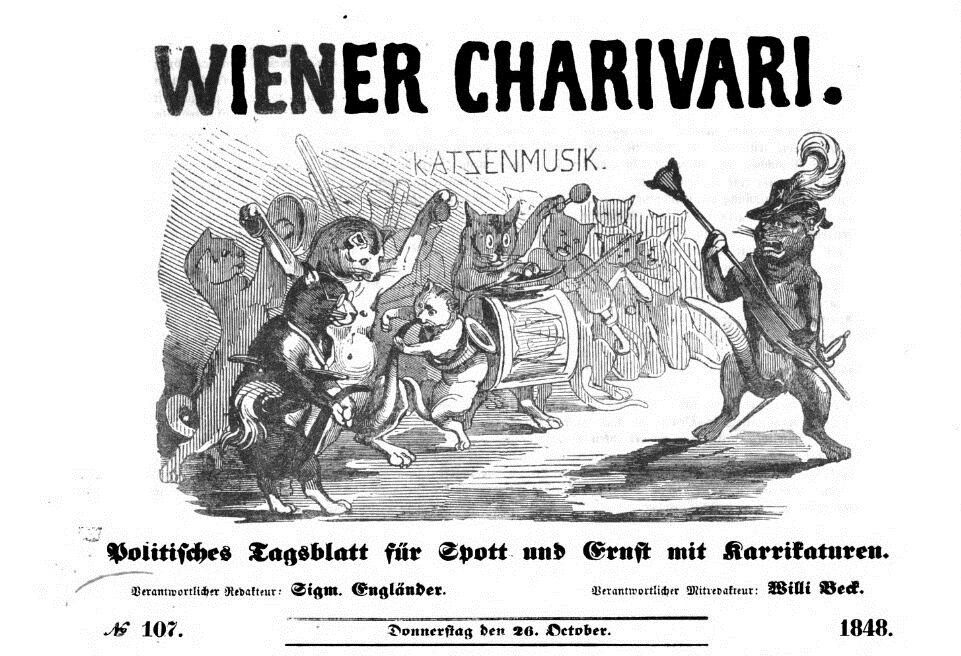
Wiener Charivari. Katzenmusik, 26. Oktober 1848

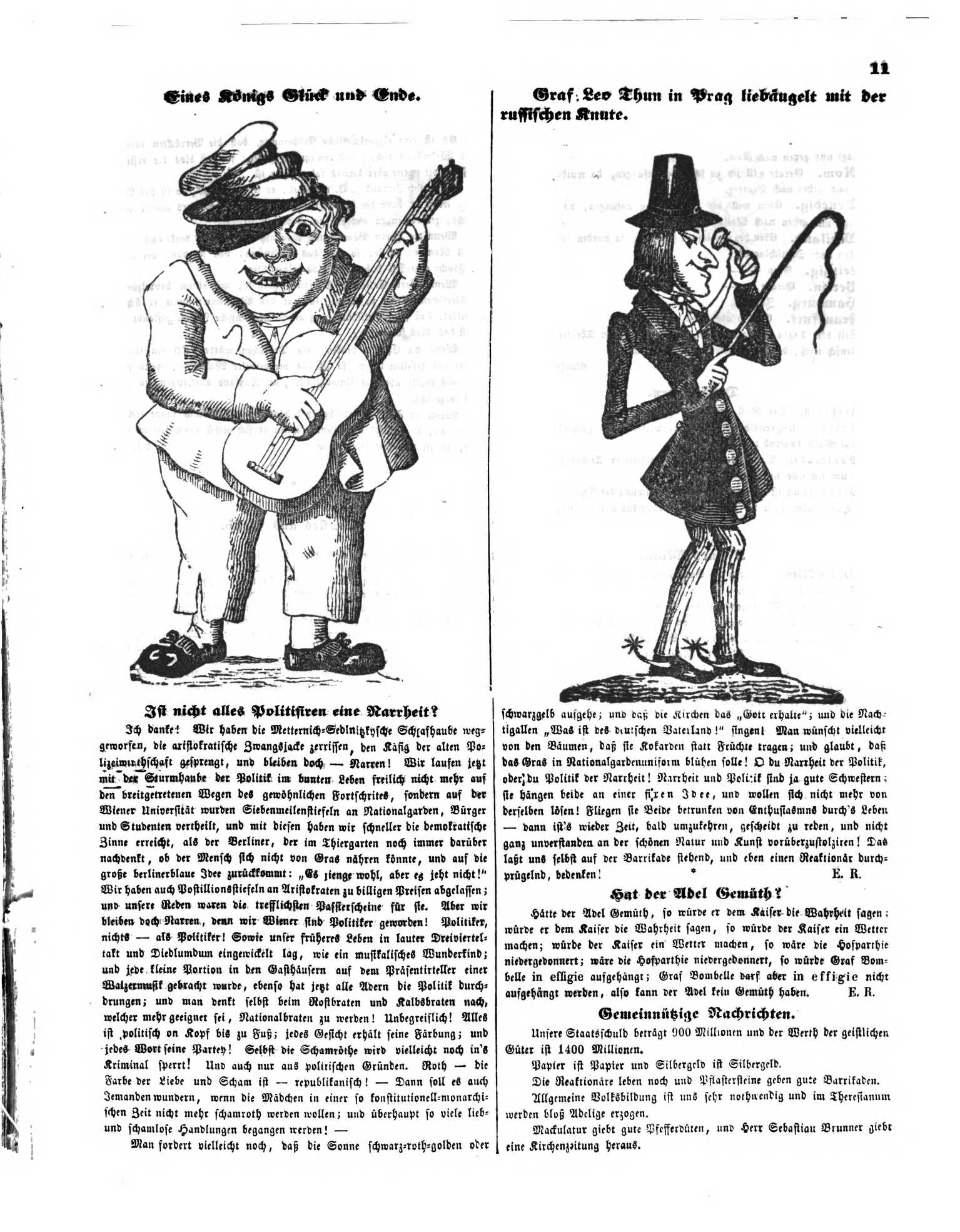
Karikaturen in Wiener Katzen-Musik, 1848

Wilhelm Beck war ein jüngerer Bruder des Schriftstellers Karl Isidor Beck. Er wuchs in Baja und in Pest auf und machte dann eine Ausbildung als Maler und Zeichner in Wien bei Franz Eybl und Theodor Alconiere. 1846 gab er in Pest das illustrierte Witzblatt Der Zeitgeist heraus. Sigmund Engländer und er waren während der Revolution 1848 die Herausgeber der Zeitung Wiener Katzen-Musik (Charivari), Beck zeichnete darin die politischen Karikaturen. Während er dafür Ende 1848 vom Pressegericht zu zwei Monaten Haft verurteilt wurde, floh Sigmund Engländer ins Ausland. Auch nach der Haftentlassung im Januar 1849 war Beck noch für eine Zeit in Pest interniert.
Beck wurde Mitarbeiter des Morgenblattes Der Eulenspiegel, er redigierte die Zeitschrift Laczikonyha und war Mitarbeiter von in Deutschland und Österreich erscheinenden Witzblättern und illustrierten Zeitschriften. Er schrieb auch Fachartikel zur Wirtschaft. Beck malte zudem Stillleben und verfasste Novellen.

## Publikationen
- Wiener Charivari. Katzen-Musik. Politisches Tagsblatt für Spott und Ernst mit Karrikaturen. Verantwortl. Kapellmeister: Sigm. Engländer. Verantwortl. Orchester-Director: Willi Beck. Wien: Stöckholzer von Hirschfeld, 1848, Ausgabe 1 (9. Juni) – Ausgabe 108 (27. Okt.)